# Tonino Tesei
Tonino Tesei (* 12. Mai 1961 in Pollenza) ist ein italienischer Komponist.
Tesei studierte Klavier, Komposition und elektroakustische Musik am Konservatorium von Pesaro und vervollkommnete seine Ausbildung an der Accademia Musicale Chigiana in Siena und der Accademia Nazionale di Santa Cecilia in Rom bei Aurelio Samorì und Franco Donatoni. Er unterrichtete danach an den Konservatorien von Pesaro, Bari, Trient und Fermo. Für seine Werke erhielt er u. a. Auszeichnungen bei den Internationalen Komponistenwettbewerben 1989 und 1990 in Budapest, beim Internationalen Wettbewerb für Klavierkomposition 1995 in Peking und beim Kompositionswettbewerb des Ensembles Alea III 2000 in Boston.
Bekannt wurden seine Preludi Ostinati für Klavier (aufgenommen von Fausto Bongelli), er schuf auch Werke für Gitarre und für Saxophon (Gesta). Der Kontrabassist Stefano Scodanibbio spielte Des pas dans la nuit ein.
| Personendaten    | Personendaten           |
| ---------------- | ----------------------- |
| NAME             | Tesei, Tonino           |
| KURZBESCHREIBUNG | italienischer Komponist |
| GEBURTSDATUM     | 12. Mai 1961            |
| GEBURTSORT       | Pollenza                |